# Kapitalismus contra Kapitalismus
Kapitalismus kontra Kapitalismus ist der Titel eines 1991 erschienenen Fachbuches des französischen Ökonomen Michel Albert. Der Originaltitel lautet Capitalisme contre capitalisme, die deutsche Übersetzung erschien 1992.
Albert definiert den Begriff des Rheinischen Kapitalismus als allgemeinen Typus einer vornehmlich aus dem deutschen Wirtschafts- und Gesellschaftssystem abgeleiteten Ausprägung des Kapitalismus und stellt diesem System ein neo-liberales Modell als Ableitung der Ökonomie der USA gegenüber. Albert stellt die These auf, der Rheinische Kapitalismus sei effizienter und gerechter als der angloamerikanische. Dennoch werde sich der angloamerikanische durchsetzen; er werde medial attraktiver präsentiert und verbreitet und sei für einflussreiche Gesellschaftsschichten vorteilhafter. Den europäischen Ländern und insbesondere Frankreich empfiehlt er die Umsetzung des Rheinischen Kapitalismus.

## Entstehung des Buches
Das Buch war ursprünglich als Beitrag zur politischen Debatte in Alberts Heimatland Frankreich gedacht. Während Deutschland zur damaligen Zeit selbst die Kosten der deutschen Einheit zu verkraften schien, hatte Frankreich unter Premierministerin Edith Cresson mit wirtschaftlichen Problemen, Streiks und dem ineffizienten Etatismus zu kämpfen. Albert wollte Frankreich die Vorteile einer Variante des deutschen Systems aufzeigen.

## Der BegriffRheinischer Kapitalismus
Alberts in diesem Buch geprägter Begriff Rheinischer Kapitalismus als idealtypischer, verallgemeinerter Bezeichnung für eine Wirtschafts- und Gesellschaftsordnung nach im Wesentlichen deutschem Vorbild hat sich international nicht durchgesetzt. International und zunehmend auch in der deutschen Forschung werden die von Peter A. Hall und David Soskice in ihrem Buch Varieties of Capitalism verwendeten Begriffe LME liberal market economies („Liberale Ökonomien“) und CME coordinated market economies („Koordinierte Ökonomien“) verwendet. Der Begriff Koordinierte Ökonomie ist kein Synonym für Rheinischer Kapitalismus, aber weitgehend deckungsgleich und nicht scharf von diesem abzugrenzen. Rheinischer Kapitalismus im engeren Sinne des deutschen Modells ist eine spezielle Ausprägung einer koordinierten Ökonomie.

## Aufbau und Inhalt
Das Buch ist neben der Einführung und einem Schlusswort in zehn Kapitel gegliedert:
1. America is back
2. America backwards
3. Die Finanzwirtschaft und der Ruhm
4. Das angelsächsische Versicherungssystem gegen das alpenländische Versicherungssystem
5. Der andere Kapitalismus
6. Die wirtschaftliche Überlegenheit des rheinischen Modells
7. Die soziale Überlegenheit des rheinischen Modells
8. Die Rückwärtsentwicklung des rheinischen Modells
9. Warum obsiegt der weniger Leistungsstarke?
10. Die zweite Lektion aus Deutschland

### Einführung
Die Einführung zeichnet die Argumentation vor und definiert den Begriff Rheinischer Kapitalismus.
Albert konstatiert drei Siege des Kapitalismus,
- der Steuersenkungswettlauf in den urkapitalistischen Ländern England und USA, also seine Entfesselung,
- die kampflose Kapitulation des Kommunismus und die dadurch offenbar werdende wirtschaftliche Erschöpfung des Ostblocks
- der Zweite Golfkrieg und damit der Sieg des Kapitalismus über Diktaturen.

Seitdem sei der Begriff „Dritte Welt“ inhaltslos. Vermeintlich gliedere sich die Welt jetzt recht einfach in kapitalistische Länder, Länder auf dem Weg dahin und Länder, die sich früher oder später auch auf diesen Weg begeben würden. Tatsächlich offenbare aber eine solche Betrachtung, dass es die eine Spielart des Kapitalismus nicht gebe, sondern verschiedene. Dabei ließen sich zwei recht konträre Modelle herausarbeiten. Er greift dazu 10 Beispiele heraus:
1. Einwanderung: Hier orientiert sich Albert implizit an dem Franzosen Emmanuel Todd, indem er feststellt, dass die angelsächsischen Länder viel mehr bereit sind, ihre Einwanderer zu integrieren, als dies im „deutsch-japanischen Modell“ der Fall sei.
2. Armut: In den USA und Japan gebe es eine Tendenz, Arbeitslose als Faulenzer zu verachten. Daher hätten diese Länder Sozialsysteme, die in keiner Weise mit den hochentwickelten der europäischen Länder verglichen werden könnten, die Arbeitslose eher als Opfer sehen. Europäer hätten sich solche Systeme bereits geleistet, als sie noch ein deutlich niedrigeres Pro-Kopf-Einkommen als Japan und Amerika gehabt hätten. Allerdings beginne man auch in Europa, an Sozialausgaben zu sparen.
3. Wirkung von sozialer Sicherheit auf die wirtschaftliche Entwicklung: Während man in den USA und England soziale Sicherheit als Begünstigung der Faulheit betrachte, sehe man sie in den Alpenländern, Beneluxstaaten und den skandinavischen Ländern als Konsequenz des wirtschaftlichen Fortschrittes. Man sehe dort auch die Risiken, welche in der Ausgrenzung der Armen liegen. Allerdings sei auch eine Entwicklung aus den extremen Polen heraus aufeinander zu festzustellen.
4. Hierarchie der Löhne und Gehälter: Eine Tradition des Kapitalismus schlechthin sei eine individuelle Kosten-Nutzen-Einschätzung eines jeden Mitarbeiters und eine darauf beruhende Festlegung des Entgeltes. Dies begünstige sehr große Einkommensunterschiede und die Kluft würde sich in der Tat in England und USA seit der konservativen Revolution der Angelsachsen rasch vergrößern. In den Alpenländern und Japan dagegen versuche man „die Hierarchie der Löhne und Gehälter in engen Grenzen zu halten“ (S. 16).
5. Muss das Steuerwesen das Sparen oder das Schuldenmachen begünstigen? In Frankreich, Deutschland, Japan würde das Sparen begünstigt, dort wären die „Ameisen“ zu Hause. In den USA wären die „Grillen“ zu Hause, hier drücke sich Erfolg durch äußere Symbole des Reichtums aus, Schulden würden durch das Steuersystem begünstigt. „Seit vielen Jahren werden die Vereinigten Staaten und das Vereinigte Königreich von Japan und Deutschland finanziert“ (S. 17). Dies sei Ursache für einen tiefgreifenden Konflikt zwischen den Modellen.
6. Was ist besser: mehr Regulierungen und Beamte, um sie anzuwenden, oder weniger Regulierungen und mehr Rechtsanwälte, um prozessieren zu können? Nachdem das neokonservative Credo die Deregulierung sei, fiele in diesen Ländern auf, dass die Hauptgewinner der Deregulierung die „lawyers“ (Rechtsanwälte) seien, deren Anzahl in den USA bereits die der Farmer übertreffe. Gleichwohl bewege sich das Recht der EG auch in diese Richtung.
7. Bank oder Börse: Gemäß der liberalen Theorie garantiere allein ein völlig freier, für Wettbewerb offener Kapitalverkehr die optimale Geldversorgung der Unternehmen. Demgemäß sei der Anteil der Finanzierungen der Unternehmen durch Banken in den USA von 1970 bis 1990 von 80 % auf 20 % gefallen. Auch in den Alpenländern und Japan hätten sich die „jungen Wölfe und die alten Aktionäre“ zur angelsächsischen Partei gefunden. Volkswirtschaften, welche die Banken den Börsen vorzögen, böten weniger Möglichkeiten, Vermögen zu machen. So sei das Bankensystem überall unter Druck.
8. Wie muss die Macht in einem Unternehmen zwischen den Aktionären auf der einen Seite und den Managern und dem Personal auf der anderen Seite verteilt sein? Bei dieser Frage herrsche „Krieg“ in den Unternehmensleitungen und es stünden sich das angelsächsische Modell, welches ein Unternehmen als eine Ware betrachte, und das deutsch-japanische, welches es als eine Art komplexer Gemeinschaft sehe, gegenüber.
9. Wie muss die Rolle des Unternehmens in der Erziehung und Ausbildung sein? Nach angelsächsischer Tradition sei es Aufgabe des Unternehmens, Gewinne zu erzielen. Ausbildung und Investitionen in das Personal seien langfristig, ungewiss und behinderten die Gewinnerzielung. In Japan und Deutschland, wo das Unternehmen eine umfangreichere Funktion habe, sehe man das anders.
10. das Versicherungssystem als klassischer Bereich der Debatte: Aufgabe von Versicherungen sei es, die Zukunft aufzuwerten. Für die angelsächsischen Länder sei dies eine reine Markttätigkeit. Die andere Auffassung lege dagegen Wert auf einen institutionellen Rahmen, welcher die Sicherheit der Unternehmen und Individuen garantiere.

Offenbar gebe es keinen „one-best-way“. Der Kapitalismus sei „so komplex wie das Leben“, aber es zeichne sich eine Polarisierung ab. Dabei seien die USA das einzige Vorzeigemodell der reinen Lehre der liberalen Variante. Als Gegenpol dränge sich auf den ersten Blick eine deutsch-japanische Variante auf, bei genauerem Hinsehen gebe es aber deutlich zu wenige Gemeinsamkeiten zwischen den beiden. Auch ein europäisches Wirtschaftsmodell ließe sich mit Blick auf Großbritannien, Italien, Spanien nicht identifizieren. So böten sich die Alpenländer an, aber – um auch die Niederlande mit einzuschließen – noch mehr das Wort rheinisch. Dabei müsse man gedanklich Skandinavien mit einschließen und mit einer kulturellen Verschiebung und Blick auf das Soziale dann auch Japan.
Man finde so einen Gegensatz zweier Wertesysteme in „ein und desselben Kapitalismus, inmitten desselben Liberalismus“ (S. 26).

### America is back
Seit dem Golfkrieg und dem Zusammenbruch des Kommunismus sei der Zeitgeist geradezu „maßlos liberal“, das gelte auch für Europa, dessen 1993 startender gemeinsamer Markt in seiner Abwesenheit von Regulationsmechanismen Amerika noch übertreffe. Dies sei ein „Triumph der Absurdität“. So wie Europa zuerst nicht  in der Lage gewesen sei, die Schwäche hinter der Kulisse des Sowjetsystems zu erkennen, sei es jetzt nicht in der Lage, die wirtschaftlichen und sozialen Schwächen der USA hinter ihrer militärischen Macht auszumachen.
Wie könne es dazu kommen, dass eine noch vor kurzem moderne und permissive Gesellschaft wie die amerikanische so rasch einen Willen zu Revanche und Macht entwickle? Amerika habe vor der Präsidentschaft Reagans zu viele außenpolitische Niederlagen eingesteckt und als Demütigungen empfunden. Hinzu kam innenpolitisch, dass in den 1970er Jahren der „amerikanische Traum durch das amerikanische Übel“ (S. 31) ersetzt worden sei. „Die berühmte schweigende Mehrheit spürte auf schmerzhafte Weise den Zerfall des sozialen Netzes und des politischen Systems“ (S. 33). Reagan habe da mit dem Motto „Amerika kommt zurück!“ die Hoffnungen auf sich gezogen. Dieser betrieb nun mit Aufrüstung und SDI eine medial erfolgreiche Außenpolitik der Stärke und nach innen die „Erneuerung des amerikanischen Kapitalismus in seiner draufgängerischen Version“ (S. 35) und Ende der 1980er Jahre habe Amerika seine Führungsrolle zurückgewonnen.
Tatsächlich sei dieser Erfolg jedoch das Ergebnis einiger „handfester Privilegien“ der USA:
- „eine unvergleichliche, wirtschaftliche, finanzielle und technologische Erbsubstanz“ (S. 39) und
- kulturelle Vorherrschaft gestützt auf Sprache (Englisch), Universitäten und die Medien.

Amerika sei also gar nicht weg gewesen, habe nur einen vorübergehenden relativen Niedergang erlebt, in dem Reagan ein Strohfeuer entfacht habe, der damit das amerikanische Erbe teilweise verschleuderte. Tatsächlich seien die Lichter 1990 bereits wieder am Erlöschen.

### America backwards
Amerika zeige Anzeichen des Verfalls – nicht nur im sozialen, auch in der Substanz – und sei von Ghettoisierung, Verarmung, Ausgrenzung, Kriminalität und verfallener Infrastruktur betroffen. Es erlebe seinen Ausverkauf an ausländische Investoren. Ob es auch bereits ein Land im Niedergang ist, sei schwer zu beantworten, man erhielte jedoch beunruhigende Eindrücke einer Desorientierung. Jedenfalls sei ein rasanter Anstieg des Gini-Koeffizienten zu beobachten, der inzwischen als „Dualismus“ beschrieben werde und aus dem schwere Unruhen entstehen könnten.
Der Dualismus äußere sich inzwischen in der Gesellschaft bedenklich in:
- niedriger Wahlbeteiligung,
- der Unfähigkeit, die Bevölkerung zu zählen,
- in punktuell hervorragende Ausbildungsleistungen, die sich jedoch mit einer Analphabetenquote paarten, welche höher sei als beispielsweise in Polen,
- der Kindersterblichkeit, die doppelt so hoch sei wie in Japan.

Dies alles belege die Ausdehnung der Armut, und das schlimmste Defizit in den USA sei trotz aller Schulden das soziale.
Außer der Bedeutung der multinationalen Konzerne im Ausland befinde sich die amerikanische Industrie in einer Phase des Niedergangs. Arbeitsplätze seien nur im Dienstleistungssektor entstanden, die „Großen Drei“  der Automobilkonzerne werden als Verlustbringer vorgestellt, die amerikanische Industrie habe ihre einstige Vormachtstellung in vielen Bereichen an Japaner und Europäer abtreten müssen. „Ganz allgemein gesprochen haben die Faszination für die Börse, die Wirtschaftsspekulationen und die Wundergewinne, die die 80er Jahre bestimmten, der Industrie geschadet […] Das Zerrbild des Kapitalismus, das die Börse bot, hat sich so gegen den Kapitalismus selbst gewendet. Und während sich alle Welt nur noch ums Geld kümmerte, ginge die Industrie dem Untergang entgegen“ (S. 60 f.).
Noch bedrohlicher seien das amerikanische Haushalts- und Zahlungsbilanzdefizit und die Verschuldung der Unternehmen und Haushalte. Amerika sei inzwischen gezwungen, selbst seine Investitionen aus dem Ausland finanzieren zu lassen. Das Verhältnis von Schulden zu Eigenkapital bei den amerikanischen Unternehmen habe sich bedrohlich verschlechtert, 10 % der größten amerikanischen Unternehmen – so würde geschätzt – seien im Falle einer Wirtschaftskrise von der Insolvenz bedroht. Diese nie dagewesene Schwäche der amerikanischen Wirtschaft und Finanzen stelle eine Bedrohung für den Rest der Welt dar. „Die großen amerikanischen Banken werden durch den Verfall des Immobilienmarktes und die zahlreichen Schwächeanfälle einiger ihrer Gläubiger bedroht. […] Too big to fail: Jenseits einer gewissen Größe kann sich jede Bank der Unterstützung der öffentlichen Gewalten sicher sein, denn der Konkurs einer dieser großen Einrichtungen könnte sich schnell auf die ganze Welt ausdehnen. […] Deshalb hängt nach zehn Jahren Ultraliberalismus die ganze Zukunft des amerikanischen Finanzsystems von der Hilfe der Bundesregierung ab. Eine pikante aber gefährliche Ironie der Geschichte“ (S. 66).

### Die Finanzwirtschaft und der Ruhm
Amerika gelte als das Land, in dem man in kurzer Zeit als Finanzier ein wahres Vermögen machen kann. Dabei sei das Besondere am Finanzier, dass er gänzlich ohne Veränderungen an der Ware, allein durch den Weiterverkauf Überschüsse erziele. Um aber zunächst einkaufen zu können, gebe es nur drei Finanzierungsmöglichkeiten, welche Albert erläutert: 1. Selbstfinanzierung, 2. Anleihen und 3. Erhöhung des Kapitals.
Im Zuge dessen werden die Begriffe Junk Bonds, Leverage-Effekt, Leveraged Buyouts und Asset Stripping erklärt. Die im Rahmen von Anleihegeschäften brillierenden meist jungen Leute, welche mit geliehenem Geld ihr Talent bewiesen, fänden dabei inzwischen auch eine hohe Aufmerksamkeit in den Medien, ja mündeten in eine Spirale der Angeberei, was für eine solche Betätigung ein zusätzlicher Anreiz sei. Dabei gelinge es den erfolgreichen Finanzmaklern, ihr Kapital als reines „Rufkapital“ (das Kapital ist der gute Ruf, der Kredit, den man genießt) und ohne einen anderen Gegenwert einzusetzen und dafür Geld einzusammeln.
Fusionen und Aufkäufe seien weder eine neue Erscheinung, noch in der jüngeren Zeit (1990) besonders häufig. Neu sei die Größe der Geschäfte und der Mangel an Interesse bei den Erwerbern, mit den erworbenen Unternehmen etwas anderes zu tun, als sie ganz oder in Teilen mit Gewinn wieder zu verkaufen. Die Industrie ähnle in dem Geschäft „der Kusine aus der Provinz, deren altmodische Kleidung zum Lächeln zwingt“ (S. 77). Die Unternehmen würden gezwungen, Aktienkurse als Schild gegen Übernahmen in die Höhe zu treiben, ungerechtfertigt hohe, mitunter substanzschmälernde Dividenden zu zahlen und sich der „Tyrannei der vierteljährlichen Berichte“ (S. 78) zu unterwerfen. Sie seien gezwungen, kurzfristige Renditen zu erzielen, obwohl ihr Geschäft langfristige Investitionen verlange, in denen es auch Phasen anfänglicher Verluste auszuhalten gelte und ein Übermaß der Energie ihrer Führungskräfte sowie Honorare für Anwälte und Berater für Verteidigungsstrategien gegen eine „ganz und gar unproduktive(n) Börsenguerilla“ (S. 79) aufzuwenden. Sie sehen sich einem neuen Typ Eigentümer ausgeliefert, der Unternehmen verkaufe wie ein Kunstwerk und für den auch die Mitarbeiter lediglich eine Art Ware darstellten.
Auf den Finanzmärkten regiere nicht mehr der Markt, sondern die „Monarchie des Geldes“ und die habe nach und nach jede Form der Moral abgestreift. Die Moral der Geschäfte sei aber nicht bloß Ornamentik, sondern technisch notwendig für das gute Funktionieren des Kapitalismus. Amerika sei angesichts der Exzesse auch bereits dabei, zu reagieren, gemäß dem Sprichwort: “Never sell America short” (S. 88).

### Das angelsächsische Versicherungssystem gegen das alpenländische Versicherungssystem
Die auf der Welt existierenden Versicherungssysteme hätten zwei unterschiedliche Wurzeln. Die erste, älteste, alpine sei eine Solidargemeinschaft, welche individuelle Risiken auf eine Gemeinschaft verteile. Die andere, maritime, aus Versicherungen für Schiffsladungen entstandene sei eine spekulative Verwaltung des Risikos. Das alpine Versicherungssystem sei charakterisiert durch beispielsweise einheitliche Pflichttarife für die Autohaftpflichtversicherung. Das maritime habe völlig freie individuelle Tarife.
Zwar seien die am alpinen Modell orientierten Versicherungsgesellschaften überaus mächtig und solide, würden aber „durch einen Modetrend zum maritimen Modell und verstärkt durch die neo-amerikanische Welle in Zweifel gezogen“ (S. 92).
Schaue man genauer hin, sehe man die Fehler des maritimen Modells. Einerseits verhindere es Innovationen, da es von der inhaltlichen Vergleichbarkeit der Tarife unterschiedlicher Gesellschaften lebe, andererseits erzeuge es eine Gruppe von Personen, welche sich notwendige Versicherungen wegen der aus ihrem Risikoprofil resultierenden Prämien nicht mehr leisten könnten. Ausgerechnet in Kalifornien, dem bis dato liberalsten Land in den USA, sei das Pendel dabei zurückzuschwingen, habe eine empörte Bevölkerung in einem Volksreferendum, in Unkenntnis des alpinen Modells, eine schon „absurde Form des Dirigismus“ im Versicherungswesen erzwungen. Und: Das kalifornische Beispiel mache Schule, greife auch auf andere Staaten, beispielsweise New York über.
Ein anderes Problem der Versicherungen nach dem maritimen Modell sei, dass diese zunehmend beginnen, ihre Aktiva in Risikoanlagen anzulegen. Vor allem amerikanische Versicherungen hätten „junk bonds unterschrieben und Hypothekendarlehen von zweifelhafter Qualität in Milliardenhöhe“ (S. 102).
Ungeachtet dessen sei in Brüssel das einzig aktuelle (1990) Thema die Deregulierung. Dies sei „eine besondere Bestätigung der allgemeinen Tendenz, dass das weniger effiziente Modell in den Köpfen der Menschen siegt“ (S. 102).

### Der andere Kapitalismus
Die Bewohner der ehemaligen kommunistischen Staaten, von amerikanischen Fernsehserien inspiriert, träumten vom Kapitalismus, meinten den amerikanischen und wären sicher sehr überrascht zu erfahren, dass es eine Variante des Systems gebe, in dem Wohlstand gemeinsam mit relativer sozialer Sicherheit existiert. Albert weist darauf hin, dass die Deutschen es schafften, „weniger als die Franzosen zu arbeiten aber dabei genauso leistungsstark zu sein wie die Japaner“ (S. 104).
Das rheinische Modell habe eine andere Vision der wirtschaftlichen Organisation, andere Finanzstrukturen und eine andere Form des sozialen Ausgleichs. Vor allem aber habe es andere Vorstellungen darüber, welche Güter und Leistungen wie eine Ware gehandelt werden könnten.
In beiden Modellen gebe es die gleiche Vorstellung darüber (mit Ausnahme der Religionen), welche Güter nicht handelbar seien. Erhebliche Unterschiede liegen jedoch in der Einschätzung der handelbaren und der gemischten (bedingt handelbaren) Güter.
1. Religionen seien im rheinischen Modell nicht handelbare Institutionen, während sie in den USA zunehmend wie gemischte Institutionen geführt würden.
2. Unternehmen seien im neo-amerikanischen Modell eine Ware wie jede andere, während sie im rheinischen Modell teils als Gemeinschaftsbesitz angesehen würden.
3. Arbeitsentgelte, welche im neo-amerikanischen Modell stark von Marktschwankungen abhingen, bezögen sich im rheinischen Modell weniger auf die Produktivität der Empfänger als auf Kriterien wie Qualifikation oder Tarife.
4. Wohnungen seien neo-amerikanisch Handelsgüter, rheinisch gemischte, welche durch sozialen Wohnungsbau subventioniert würden.
5. ÖPNV würde zwar auch in den USA durchaus reguliert, sei aber mehr ein freies als ein gemischtes Gut.
6. Medien seien in den USA traditionell kommerziell. Während im rheinischen eine Bewegung hin auf ein freies Gut stattfinde, sei in den USA eine genau gegenteilige Tendenz beobachtbar.
7. Das Bildungswesen unterliege im neo-amerikanischen klar den Marktgesetzen.
8. Gesundheits- und Rechtswesen: Hier würden im rheinischen die Freien Berufe (vor allem Ärzte und Anwälte) darauf ausgelegt, ihre Mitglieder vor Bedürftigkeit zu bewahren, damit sie sich frei und uneigennützig dem Dienst an der Allgemeinheit widmen könnten. Der Dienst sei mehr eine Ehre, das Honorar habe daher den Charakter eines Ehrensoldes und nicht eines Entgeltes.

Zum Rheinischen Kapitalismus gehöre auch, dass eher die Banken und weniger die Börsen das Finanzgeschehen bestimmten. Weitere Merkmale seien die traditionell engen wirtschaftlichen Verflechtungen zwischen Banken und Unternehmen, eine ausgewogene Machtbalance zwischen Anteilseignern und Management, die Sozialpartnerschaft zwischen Gewerkschaften und Arbeitgebern, durch die duale Berufsausbildung gut ausgebildete und loyale Belegschaften und eine starke staatliche Regulierung wirtschaftlichen Handelns (Marktregulierung). In der Bevölkerung bestehe ein Konsens über Wertvorstellungen zu einer egalitären Gesellschaft und zur Wahrnehmung gemeinschaftlicher Interessen.

### Die wirtschaftliche Überlegenheit des rheinischen Modells
Während Japan und Deutschland nach dem Zweiten Weltkrieg noch komplett in Trümmern gelegen haben, hätte die FED schon bei ihren Plänen beim Börsenkrach im Oktober 1987 die Notenbanken Japans und Deutschlands diskret um die Erlaubnis fragen müssen, den Dollarhahn zu öffnen. 1990 würden gegen den Widerstand der beiden Länder bereits 20 % der Devisenguthaben der Zentralbanken in Yen und DM gehalten. Im EWS zwinge die Stabilitätspolitik der Deutschen Bundesbank auch die übrigen Länder zur Währungsdisziplin und davon profitiere Deutschland in zweifacher Weise: 1. Deutschland bestimme die Zinspolitik und die könnte 2. relativ niedrig gehalten werden. Eine starke Währung ermögliche preiswerte Investitionen im Ausland, welche die rheinischen Länder in unauffälliger, jedoch nachhaltiger Weise betrieben, was anders als spekulative Übernahmen dazu führe, dass der Zielmarkt auf Dauer erkämpft und das Unternehmen wegen der erfolgten Delokation gegen protektionistische Maßnahmen geschützt sei.
Albert bezweifelt die Gültigkeit der J-Kurve. Empirisch spreche dagegen, dass ausgerechnet Starkwährungsländer wie Japan, Schweiz und Deutschland beständig Handelsbilanzüberschüsse anhäuften, und in der Theorie, dass die postulierten Wirkungsmechanismen weder ohne zeitliche Verzögerung noch in der vollständigen Umsetzung realistischerweise anzunehmen seien. Demzufolge hätten alle die Länder, die im Vertrauen auf das Theorem ihre Währungen abgewertet hätten, damit keinen Erfolg gehabt. Dagegen zwinge eine harte Währung die Unternehmen zu beständigen Produktivitätssteigerungen und dazu, den Wettbewerb über „die Qualität, die Innovation und […] Kundendienst zu entscheiden“ (S. 137, siehe auch: Hidden Champions). Grade Frankreich habe diese Konsequenz einer starken Währung lange geleugnet und das Umschwenken in Frankreich in diesem Punkt sei „sicher das schönste Geschenk, das das rheinische Modell den Franzosen gemacht hat“ (S. 138).
Die Industrie der rheinischen Länder sei die „beste der Welt“. Das sei eine Tatsache. In einigen Zukunftsindustrien seien die USA zwar noch führend, aber im Begriff, diese Rolle einzubüßen. Die außerordentliche Dynamik der rheinischen Industrien sei einem besonderen Augenmerk auf die Produktion und intelligenten Produktionsmethoden (Qualitätszirkel, Just-in-time-Produktion, Gruppenarbeit), Investitionen in die Qualifikation und Weiterbildung ihrer Mitarbeiter sowie einem hohen Niveau im Forschungs- und Entwicklungsbereich, welcher staatlich stark gestützt werde, geschuldet.
Die rheinischen Länder hätten eine eigene ökonomische Kultur, welche sich zuerst in der Neigung zum Sparen äußere. An diese sei der Rhythmus des Fortschrittes auch nach Meinung der großen Autoren liberalen Denkens, wie beispielsweise Irving Fisher, gekoppelt. Charakteristisch sei „ein Denken an die Kinder“ im Gegensatz zum „nach uns die Sintflut“. Zudem sei in den rheinischen Ländern die Bedeutung der Wirtschaft von der Bevölkerung besser begriffen, welche deswegen ganz anders mobilisiert sei und der Politik eine von Wahlen weitgehend unabhängige stringente Wirtschaftspolitik ermögliche.

### Die soziale Überlegenheit des rheinischen Modells
Albert definiert drei Kriterien, um soziale Überlegenheit messbar zu machen:
1. Grad der Sicherheit für den Bürger gegenüber Risiken wie Krankheit, Arbeitslosigkeit etc.,
2. Verringerung der sozialen Ungleichheit sowie
3. Offenheit der sozialen Schichtung.

Es sei offensichtlich, dass das rheinische Modell gegenüber dem neo-amerikanischen in den ersten zwei Kriterien obsiege. Beispielsweise habe das steuerfinanzierte
Gesundheitswesen Großbritanniens zwar einen schlechten Ruf, sei aber von beispielloser Effizienz. Mit 7 % des BIP habe Großbritannien das billigste Gesundheitswesen und paradoxerweise die USA mit 11 % das teuerste in den industrialisierten Ländern, obwohl ein erheblicher Teil der Bevölkerung dort überhaupt keinen Gesundheitsschutz besitze.
In Deutschland allerdings fände man ein Sozialversicherungssystem bismarckscher Prägung vor, das wegen der Beschränkung des Solidaritätsprinzips auf die Einkommensempfänger seine Schwächen habe. Ausgeglichen würden diese derzeit noch (1990) dadurch, dass Sozialhilfemissbrauch bisher kaum stattfinde und gesellschaftlich geächtet sei. Voraussetzung für eine solche Kultur sei allerdings eine egalitäre Gesellschaft, welche zu krasse Einkommensunterschiede zwischen den Schichten nicht zulasse und aktiv gegen Armut und Ausgrenzung vorgehe. In den USA fehle es an beidem. Vor allem habe die Reagan-Regierung den Kampf gegen die Armut als private Aufgabe deklariert.
Dagegen sei das rheinische Modell bezüglich sozialer Mobilität rigider als das neo-amerikanische. In den USA sei soziale Mobilität Teil des Gründungsmythos, ein Traum, angefeuert durch die reale Möglichkeit, schnell reich zu werden. Dagegen liefen die rheinischen Länder wegen ihrer sozialen Unbeweglichkeit, die sich auch in der Unfähigkeit zeige, angesichts der demografischen Entwicklung unvermeidliche Einwanderer zu integrieren, Gefahr, sich wieder zu einem Ständestaat zurückzuentwickeln. Albert lässt die beiden Argumente gegeneinander stehen, fordert den Leser auf zu entscheiden, wo seine Präferenzen seien.
In der Diktion des neo-amerikanischen Modells seien feste Abgaben (Steuern, Gebühren, Sozialbeiträge etc.) ein „Weg in die Knechtschaft“, geeignet, die nationale Wettbewerbsfähigkeit zu behindern, „Unternehmen zu bestrafen, individuellen Bemühungen den Schwung zu nehmen“ (S. 162). Unter Berufung auf die Laffer-Kurve befänden sich auch alle rheinischen Staaten auf dem Weg, ihre Steuern zu senken und im Gefolge zwangsläufig Sozialleistungen abzubauen. Kritiken an den zu hohen Abgaben seien auch berechtigt gewesen, jedoch in der Umsetzung bereits zu weit gegangen. Eine Korrelation zwischen Abgabenlast und Leistungskraft einer Volkswirtschaft gebe es ohnehin nicht, ein einfacher Vergleich von BIP und Abgabenlast der wichtigsten Industrieländer zeige das.

### Die Rückwärtsentwicklung des rheinischen Modells
Angesichts der erwiesenen wirtschaftlichen und sozialen Überlegenheit des rheinischen Modelles sei es verwunderlich, dass nicht nur die den Kapitalismus erst entwickelnden Länder, sondern die rheinischen Länder selbst „dem amerikanischen Charme erliegen und Opfer seiner Illusionen werden“ (S. 165). Beispielsweise sei in Japan in den letzten Jahren bei einigen in kurzer Zeit ein spekulativ erworbener Reichtum entstanden, der zudem in exzessivem Konsum ausgelebt würde. Anders als ein in den Jahren des Wiederaufbaus langsam erworbener Reichtum zerstöre diese krasse Variante den bisherigen sozialen Konsens und zöge eine ebenfalls übersteigerte Konsumneigung der Mittelschicht und damit eine Abkehr von der bisherigen Sparkultur nach sich. Auch in den anderen rheinischen Ländern würden der Primat der Gemeinschaft in Frage gestellt und die Interessen des Individuums aufgewertet. „Der Rückgang der staatsbürgerlichen Gesinnung bewirkt, daß die Beschäftigten die Großzügigkeit des sozialen Systems mehr und mehr missbrauchen“ (S. 169).
Das Fortschreiten des Individualismus drücke sich auch im demographischen Niedergang der rheinischen Länder aus. Die Folgen für die Wirtschaft seien in jeder Beziehung fatal und zerstörten die Basis einer solidarischen Sozialgemeinschaft. Eine energische kinderfreundliche Politik sei vonnöten. Die Regierungen zögerten jedoch aus Angst, missverstanden zu werden, und angesichts ungesicherter Wirksamkeit der in Frage kommenden Maßnahmen. Entlastung böte allerdings die verstärkte Zuwanderung aus dem Osten.
Einher mit der Individualisierung gingen Einflussverluste der Gewerkschaften und der kollektiven Tarifverhandlungen, würden traditionelle (und vorteilhafte) Karrierepläne zu Gunsten deutlich erfolgsorientierter Aufstiegsmöglichkeiten nach amerikanischem Vorbild von den jungen Hochschulabsolventen zunehmend erfolgreich gefordert.
Weiterhin sei der Machtanstieg der Finanzmärkte zu konstatieren. Bisherige Barrieren, welche spekulative Übernahmen von Unternehmen im rheinischen Gebiet bislang verhinderten oder erschwerten, würden auf jede erdenkliche Weise abgebaut. Zwar würden die Nachteile der „Kasinowirtschaft“ in Form von zunehmenden Vermögensunterschlagungen und Vertrauensdelikten allenthalben bereits sichtbar, doch hätte die Globalisierung der Finanzwirtschaft den Charakter einer Grundsee, welche die „Innovation“ und die „Liberalisierung“ unvermeidlich nach sich ziehe.
Treiber dazu seien die weltweiten Handelsungleichgewichte, welche ausländische Investitionen langfristig unkalkulierbaren Risiken aussetzten. „So sind enorme finanzielle Massen entstanden, die auf völlig immateriellen Produkten um die Welt kreisen und angeblich Risiken abdecken sollen, die kein Mensch mehr durchschaut, die aber alle ertragen müssen“ (S. 181). Die Entwicklung der Informationstechnologie habe die Transaktionskosten auf den Finanzmärkten um 98 % gesenkt. Dies sei die erste Innovation. Die zweite seien die Produkte der Finanzwirtschaft selbst. Es wimmle von exotischen Namen wie NIF, TRUF, MOFF, alles angelsächsische Produkte, alle geeignet, der streng geregelten Welt der Banken zu entrinnen und immer in Bewegung, rund um die Welt. Sie deklassierten die einzelnen Börsen zu „kleinen Nachen, die der Unbill der Kapitalfluktuation völlig ausgeliefert sind“ (S. 183).
Nachdem erst England durch die Deregulierung das Kapital nach London gelockt habe, sei Amerika nachgezogen. Um im Rennen zu bleiben, seien die übrigen Börsenplätze gezwungen zu folgen. Damit entwickelten sich die deregulierten Finanzmärkte als hauptsächlicher und übermächtiger Träger der Ausbreitung des ultraliberalen Modells. Neben der Vermarktung des neo-amerikanischen Modells in den Medien stelle dies das trojanische Pferd mitten im rheinischen Modell dar.

### Warum obsiegt der weniger Leistungsstarke?
Der ideale homo oeconomicus existiere nicht. Albert konstatiert: „… es ist eine Tatsache, daß in den Augen der Welt der tugendreiche, auf Gleichheit ausgerichtete, vorsichtige und diskrete rheinische Kapitalismus keine Anziehungskraft besitzt“ (S. 186). Er sei medienpolitisch eine Null. Der amerikanische Kapitalismus sei dagegen im wahrsten Sinne des Wortes wie Hollywood mit der Sprache der Abenteuer- und Zeichentrickfilme. So mancher biedere Manager fühle da die Lust, ein Los auf der Rennbahn zu ziehen, empfinde das Modell als Rezept gegen die Langeweile eines Lebens ohne Mysterien.
Trotz seiner Schwächen sei der amerikanische Kapitalismus also ein Medienstar mit einem Effekt, den der Wirtschaftswissenschaftler nicht vernachlässigen könne und der inzwischen auch biedere europäische Bankiers dazu zwinge, sich in den Medien zu inszenieren.
Inzwischen gelte es als selbstverständlich, dass das Lebensziel eines Kapitalisten sei, ein Vermögen zu machen. Dabei geriete in Vergessenheit, dass noch in jüngster Vergangenheit in Europa Industrielle so mit dem Aufbau ihrer Unternehmen beschäftigt waren, dass sie vergaßen, dies zu tun. Nach dem Motto „cheaper to buy than to build“ gewinne die Casinowirtschaft immer mehr Anhänger und in dieser sei ein gelungener Medienauftritt geeignet, die persönliche Kreditfähigkeit deutlich zu erhöhen. Umgekehrt geriete das System dabei aber selbst unter den Einfluss der Medien. Dabei sei allerdings zu beobachten, dass auch die Medien wiederum mehr und mehr den Spielregeln dieser Art des Kapitalismus ausgeliefert seien, Berufsehre und Unabhängigkeit des Journalisten verloren gingen, ja sie korrumpierten, wie die Korruption sich als allgemeiner Bestandteil des neo-amerikanischen Modells offenbare. Sinn des Ganzen sei der Gewinn und nach dem Sinn des Gewinnes zu fragen ketzerisch.
Die Eigenarten des rheinischen Modells entsprächen dagegen so gar nicht dem Zeitgeist. Er sei nicht sexy. Der Niedergang des Kommunismus habe darüber hinaus auch viele gute Ideen des rheinischen Modells diskreditiert. Etliche seiner Vokabeln seien in den Ländern des ehemaligen Ostblocks auf lange Zeit verbrannt. Dabei treffe der amerikanische Kapitalismus in Europa auf kulturelle Wurzeln, welche viele der zahllosen Bremsen, denen das System in der amerikanischen Kultur gleichwohl unterliege, entbehre und es deswegen hier noch gefährlicher mache.
Eine Besonderheit bildeten die großen multinationalen Konzerne. Auf den ersten Blick die Aushängeschilder Amerikas, seien sie in zwei wesentlichen Punkten dafür atypisch: Sie entstanden über lange Zeiträume und mussten eine internationale, multikulturelle Struktur ausbilden, welche auch zu Investitionen in die Mitarbeiter zwinge. Zudem seien sie angesichts gestreuten Aktienbesitzes und enormer eigener finanzieller Potenz nur bedingt abhängig von den Launen des Finanzmarktes. Damit böten sie ein Modell für die Symbiose der beiden kapitalistischen Systeme.

### Die zweite Lektion aus Deutschland
Die erste sei, dass – wie in den Kapiteln 5 und 6 charakterisiert – Leistungskraft und Solidarität ein erfolgreiches charakteristisches Bündnis eingegangen seien, was paradoxerweise kaum verstanden und erst recht nicht gelehrt werde. Im Gegenteil, in der Epoche Thatchers und Reagans habe man Deutschland den Vorwurf gemacht, dessen Traditionalismus stelle für seine europäischen Partner eine Strafe dar. Zum Ersten, dass es sich angesichts stagnierender Bevölkerung und solider Rücklagen mit einem beschaulichen Wachstum von 2 % zufrieden gebe und eine Hartwährungspolitik betriebe. Allerdings schwäche sich dieser Vorwurf bereits ab, soweit die anderen Länder erlebten, wie ihnen die Währungsstabilität im EWS selbst helfe. Zum Zweiten, dass der begrenzte Finanzmarkt die Industriekonzerne in Unbeweglichkeit gefangen halte und dieser Anachronismus Deutschland entindustrialisiere.
Vor dem Hintergrund solcher Ansichten seien alle Partner gänzlich überrascht, wie beherzt Deutschland das Projekt Wiedervereinigung angegangen sei. Angesichts der Vielzahl zu lösender Probleme und der ungeheuren Kosten sowie des enormen Handlungsdrucks hätten sicher nur wenige Länder den Mut gehabt, diese Herausforderung anzunehmen. Dabei hätten sämtliche Bereiche Deutschlands eine bewundernswerte Solidarität, Kooperations- und auch Opferbereitschaft gezeigt. Auffallend sei dabei die extrem hohe Priorität, die neu entstandenen Ungleichheiten rasch abzubauen.
Am CPEII habe man zwei Szenarien erarbeitet, bei dem das eine, „fünfter Drache“, eine Lohnangleichung in den Neuen Ländern bis 1995 auf 75 % vorsehe und durch eine verstärkte Solidaritätsleistung der öffentlichen Hände eine Entvölkerung der Länder gleichwohl verhindere und ein anderes, ein Szenario der Ungeduld, in dem die Solidaritätsleistung geringer bliebe und die Löhne 1995 bereits auf 90 % angeglichen seien, nach einem Landstrich im Süden Italiens „Mezzogiorno“ genannt. Das erste Szenario würde nach der Überbrückungszeit sehr günstige Folgen für Wachstum und Inflation in der ganzen OECD bewirken, das andere dagegen im Gebiet der ehemaligen DDR hohe Arbeitslosigkeit und eine industrielle Verwüstung nach sich ziehen. Albert beobachtet mit Sorge, dass vieles darauf hinweise, als würde man in die Lösung „Mezzogiorno“ abgleiten.
Nebenher zeige das Beispiel der „Währungsunion“ in Deutschland, dass auch für Europa eine solche ohne vorherige Konvergenz von Politik und Wirtschaft möglich sei und deren Vorhandensein die noch fehlende Konvergenz nach sich ziehe. Man könne auch daraus lernen, wie rasch und wie nachhaltig eine Erhöhung der einschlägigen europäischen Fonds die neuen freien Länder Europas und Beitrittskandidaten aufbauen könne. Es sei dazu gar nicht nötig, gleich die Solidarität Deutschlands mit seinem Osten zu üben, die Dimensionen eines Marshallplans, von dem die USA ja selbst sehr profitiert hätten, würden bereits genügen.

### Schlusswort
Der Kapitalismus habe seine unbestreitbaren Erfolge, unterläge aber derzeit dem Risiko des Abdriftens in eine nicht vorübergehende Form, die aufzuzeigen Anliegen des Buches sei. Dabei seien bisher drei Phasen des Kapitalismus zu unterscheiden:
1. 1791: der Kapitalismus gegen den Staat, welcher den Staat auf eine Aufgabe des Ordnungshüters gegen die „gefährlichen Klassen“ (Nachtwächterstaat) zurückdrängt und die Härten der industriellen Revolution hervorbringt;
2. 1891: der Kapitalismus, der vom Staat flankiert wird, welcher seine Exzesse korrigiert. Eine Zeit, die von einem beständigen Machtanstieg des Staates geprägt gewesen sei, dem sich selbst die USA nach der großen Krise 1930 angeschlossen hätten;
3. 1991: Der Staat hat sich zu sehr ausgedehnt, wird als Parasit erlebt und ruft eine neue Ideologie des „der Markt ist gut, der Staat ist schlecht“ hervor. Eine Idee, an die Amerika und der ganze ehemalige Ostblock glauben und nach welcher der gemeinsame Markt der EG organisiert werde, nach der man die jungen Führungskräfte auf den Universitäten ausbilde und die durch Steuersenkungen die Reichen in einem internationalen Steuersenkungswettbewerb so bereichere, dass selbst bei gleichzeitigen Steuererhöhungen für die weniger mobilen Armen der Staat insgesamt verarme und damit in seinen Handlungsmöglichkeiten eingeschränkt werde. Das Paradoxe daran sei, dass man den Eindruck haben könne, alle stimmten diesen sozialen Rückschritten zu.

Es ist dieses Paradox, welches Albert ausdrücklich ärgert, und er entwirft, um die Konsequenzen zu verdeutlichen, ein Szenario, in dem sich Frankreich entschließt, sich nach dem amerikanischen Modell zu organisieren. Dazu seien vier wesentliche Veränderungen bereits (1990) festzustellen:
1. Befreiung des Geldes von (katholischer) Schuld,
2. Triumph des Individualismus,
3. soziale Verhärtung und
4. Nivellierung des Verhaltens zwischen Paris und der Provinz.

Denke man das auch für die Wirtschaft zu Ende, würde man in Frankreich die Abgabenlast von 44,6 % (1990) auf die amerikanische von etwas unter 30 % absenken. Für den durchschnittlichen französischen Haushalt bedeute dies ein Mehr von rund 20.000 DM im Jahr, eine Summe höher als der Mindestlohn, was jener sicherlich zunächst begrüßen würde. Allerdings würden dann wohl auch die Sozialleistungen auf amerikanisches Niveau sinken. Krankenversicherung, Zusatzrenten, Schule, Ausbildung und etliches mehr dürfe er alles von diesen 20.000 DM selbst bezahlen. Subventioniertes Wohnen und städtischer Nahverkehr, gepflegte öffentliche Anlagen gehörten der Vergangenheit an. Wiedereingliederungshilfe für Arbeitslose entfalle, Neue Armut breite sich aus, Kleinkriminalität, Drogen, schlecht bezahlte Jobs als Wachpersonal und Privatpolizei nehmen zu. Weitere Beispiele seien kaum erforderlich, um zu zeigen, dass der neo-amerikanische Kapitalismus freiwillig der Gegenwart die Zukunft opfere. Der Rheinische Kapitalismus sei der wirkliche produktive Umweg, die erste Quelle des Reichtums, vielleicht sogar der neue Weg der Weisheit.
Entweder Europa wage jetzt den Schritt zu den Vereinigten Staaten von Europa oder der Einheitsmarkt fange alsbald wieder an zu bröckeln und wir könnten in nicht allzu ferner Zukunft eine neue Dritte Welt in Migrantensiedlungen an unseren Stadträndern begrüßen, wie dies in den USA bereits jetzt (1990) der Fall sei.
„Für jeden von uns entscheidet sich heute das Morgen“ (S. 235).

## Rezeption
Der Zerfall der meisten kommunistischen Systeme sowie die Globalisierung führten zu einem starken Interesse an einem Effizienzvergleich der nach 1990 in einem stärkeren Wettbewerb untereinander stehenden kapitalistischen Systeme der verschiedenen Länder. Zahlreiche folgende wissenschaftliche Untersuchungen zur Wirtschaftseffizienz, zur Umwelteffizienz, zu sozialen Fragen und zu ethischen Fragen im Vergleich der Varianten kapitalistischer Systeme haben Wurzeln in diesem Buch und den unten genannten vergleichbaren grundlegenden Büchern zum Thema. Viele später erschienene Fachartikel und Fachbücher aus dem Bereich der Vergleichenden Politischen Ökonomie referenzieren das Buch Kapitalismus contra Kapitalismus.
In der politischen Debatte der Bundesrepublik Deutschland im Zusammenhang mit Reformen des Sozialsystems und der Wirtschaftsordnung werden Argumente aus dem Buch Kapitalismus contra Kapitalismus häufig zitiert.
In der Universitätsausbildung wird das Buch in verschiedenen Bereichen verwendet, zum Beispiel in der Politischen Ökonomie.
Eine Auswahl von Bewertungen:

„Alberts Buch liest sich denn auch wie das Skript einer recht verständlichen Universitätsvorlesung, an dem sich so mancher deutsche Professor ein Beispiel nehmen könnte. […] Gerade auch Europa sei dabei, den Verlockungen zu erliegen: Wenn die Gemeinschaft nicht bald die politische Union schaffe, dann rutsche sie unweigerlich ins neoamerikanische Modell ab, mit all seinen katastrophalen sozialen Folgen. Kann man der Feststellung noch zustimmen, greift Alberts Erklärung für das Phänomen wohl zu kurz: Der Kapitalismus mit menschlichem Antlitz sei einfach nicht sexy genug, um sich gegen den spektakulären und spekulativen Kasinokapitalismus durchzusetzen. Während das neoamerikanische Modell mit seinen Reizen eher an die Venus erinnert, assoziiert man das rheinische Modell eher mit der gewöhnlichen Tugendhaftigkeit der Juno. Wer kennt schon Juno?‘“

„Zu den wichtigsten Vertretern der geoeconomics-These zählen Jeffrey E. Garten, Lester Thurow, Edward Luttwak und in Europa Michel Albert. In ihren Publikationen beschreiben sie vordergründig die Konkurrenz unterschiedlicher Wirtschaftskulturen, wie z. B. angloamerikanischer vs. kommunitärer Kapitalismus bei Thurow oder neo-amerikanischer vs. rheinischer Kapitalismus bei Albert. Den Autoren geht es dabei aber gar nicht um unveränderliche kulturelle Differenzen, sondern um die Wahl zwischen unterschiedlichen Wirtschaftslehren. Sie kritisieren den laissez-faire-Kapitalismus, den sie dem angloamerikanischen Raum – insbesondere in Form der Reaganomics – zuschreiben, und betonen die Notwendigkeit staatlicher Wirtschaftspolitik. Sie fordern, die ökonomische Globalisierung nicht passiv hinzunehmen, sondern aktiv politisch zu gestalten.“

„Und fast gleichzeitig fängt der permanente Angriff auf die europäische Sozial- und Wirtschaftsverfassung an. Die ist eine andere als die angelsächsische – da weise ich immer gern auf das Buch von Michel Albert hin, das ist, finde ich, immer noch das beste: ‚Kapitalismus contra Kapitalismus‘, eine vorzügliche, sehr kenntnisreiche Darstellung dieses Gegensatzes. Es sind unterschiedliche Kulturen, Europa-USA. Von daher wird dieser Angriff verständlich. Es war der europäische oder rheinische, wie Albert sagt, Kapitalismus, der realwirtschaftlich den angelsächsischen am stärksten in Frage stellte.“

## Vergleichbare Werke
- Peter A. Hall, David Soskice: Varieties of capitalism: the institutional foundations of comparative advantage. University Press, Oxford 2001, ISBN 978-0-19-924775-2.
- Gøsta Esping-Andersen: The Three Worlds of Welfare Capitalism. Princeton Univ. Press, Princeton NJ 1990, ISBN 0-691-09457-8.